# Trocnadella suturalis
Trocnadella suturalis är en insektsart som beskrevs av Melichar 1902. Trocnadella suturalis ingår i släktet Trocnadella och familjen dvärgstritar. Inga underarter finns listade i Catalogue of Life.